# Флавій Бавтон
Флавій Бавтон (*Flavius Bauto, д/н — між 385 та 388) — військовий діяч часів пізньої Римської імперії.

## Життєпис
Походив з впливового франкського роду. Був рідним братом військовика Флавія Рікомера. Записався до римського війська за імператора Валентиніана I. У 380 році імператор Граціан призначив Бавтона magister militum. У 383 році Граціан відправив Бавтона на підтримку нового імператора Феодосія I. Того ж року виступив проти алеманів-ютунгів, що вдерлися до провінції Реція. Завдав останнім поразки. Після цього найняв германців для походу проти узурпатора Магна Максима.
384 року приєднався до делегації сенаторів, які звернулися до імператора Валентиніана II з проханням повернути до Римської курії Вівтар Перемоги, вилучений імператором Граціаном. 385 року стає консулом (разом з Аркадієм, сином імператора Феодосія I). Помер невдовзі після 385 року.

## Родина
За словами Іоанна Антіохійського, Бауто був батьком полководця Арбоґаста, але це сумнівно.
Високоосвічена дочка Бауто, Елія Євдоксія, одружилася з імператором Аркадієм в 395 році.